# Gehyra mutilata
Gehyra mutilata (звичайна дтелла) — вид геконоподібних ящірок родини геконових (Gekkonidae). Мешкає в Південно-Східній Азії і Австралазії.

## Поширення і екологія
Звичайні дтелли поширені від Південного Китая і Індокитая до Філіппін і Нової Гвінеї, а також були інтродуковані на багатьох островах Океанії, на Мадагаскарі, на півдні Індії, на Шрі-Ланці та в Мексиці. Вони живуть в різноманітних прибережних середовищах, зокрема в тропічних лісах, на плантаціях, в парках і садах, поблизу людських поселень. Живляться термітами, дрібними комахами та іншими безхребетними. Відкладають яйця.